# 張端城
張端城（?—?），直隸人，清朝政治人物、同進士出身。
乾隆四十九年（1784年），登進士。乾隆五十九年，任山西平陽府知府。